# Villa Medici La Topaia

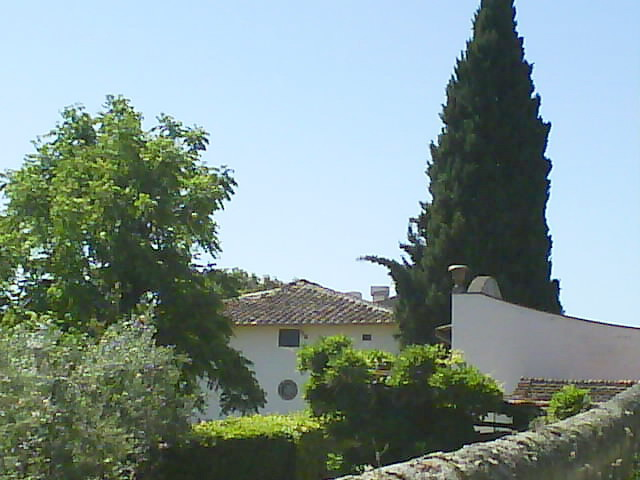
La Topaia von Osten

Die Medici-Villa La Topaia befindet sich auf den Hügeln bei Castello, am Rand von Florenz, nicht weit von der Gemeindegrenze zu Sesto Fiorentino. In unmittelbarer Nähe befinden sich die Villa Medici von Castello und die Villa Medici La Petraia. La Topaia war eine Art Jagdhaus, das Cosimo I. de’ Medici vor 1550 auf Basis eines älteren Gebäudes errichten ließ.
Der Großherzog überließ es Scipione Ammirato und Benedetto Varchi zum Gebrauch, die dort ihre Storie fiorentine verfassten. Großherzog Cosimo III. de’ Medici ließ das Gebäude umbauen und von einer Art botanischen Garten umgeben. Vor allem züchtete er Agrumen und verschiedene Sorten Wein – im Inneren des Hauses ließ er sie vom Maler Bartolomeo Bimbi naturgetreu darstellen.
Nach der Vereinigung Italiens fiel der Besitz wie jener der anderen zuvor regierenden Häuser an das Haus Savoyen. Viktor Emanuel III., überließ es 1919 dem italienischen Staat, dieser gab ihn weiter an den Veteranenverband Opera nazionale combattenti, welcher ihn an Private verkaufte.
Die Villa ist Privatbesitz und nicht öffentlich zugänglich.